# Brenthia gregori
Brenthia gregori là một loài bướm đêm thuộc họ Choreutidae. Loài này có ở Cuba và quần đảo Virgin.
Chiều dài cánh trước khoảng 5.5 mm.